# Koné (Nuova Caledonia)
Koné  (in Canaco: Koohnê) è un comune della Nuova Caledonia nella Provincia del Nord.
È capoluogo della Provincia del Nord e sede del commissario delegato francese per la Nuova Caledonia per la Provincia del Nord.
La maggioranza della popolazione è Canaca (63,1%) ed è una roccaforte indipendentista.